# Да Фредерику, Исмения
Исмения да Консейсау Баррош Фредерику (порт. Isménia da Conceição Barros Frederico; род. 15 июня 1971, Прая) — кабо-вердианская легкоатлетка, выступавшая в беге на короткие и средние дистанции; спортивный функционер. Участница летних Олимпийских игр 1996 и 2000 годов. Первая женщина, представлявшая Кабо-Верде на Олимпийских играх.

## Биография
Исмения да Фредерику родилась 15 июня 1971 года в городе Прая на Островах Зелёного Мыса (сейчас Кабо-Верде).
В 1989—1990 годах занималась каратэ, в 1990—1991 годах — гандболом, играла за команду «Транскор».
В 1990 году стала чемпионкой Кабо-Верде в беге на 100, 200, 400 и 800 метров.
В 1993 году участвовала в чемпионате мира по лёгкой атлетике в Штутгарте. В беге на 100 метров заняла в 1/8 финала последнее, 7-е место с результатом 13,03 секунды.
К 1996 году выступала за португальскую «Бенфику».
В 1996 году вошла в состав сборной Кабо-Верде на летних Олимпийских играх в Атланте. В беге на 100 метров заняла в 1/8 финала последнее, 8-е место с результатом 13,03, уступив 1,42 секунды попавшей в четвертьфинал с 4-го места Стефи Дуглас из Великобритании.
Да Фредерику стала первой женщиной, представлявшей Кабо-Верде на Олимпийских играх.
В 2000 году вошла в состав сборной Кабо-Верде на летних Олимпийских играх в Сиднее. В беге на 100 метров заняла в 1/8 финала последнее, 8-е место с результатом 12,99, уступив 1,54 секунды попавшей в четвертьфинал с 3-го места Валме Басс из Сент-Китса и Невиса. Была знаменосцем сборной Кабо-Верде на церемонии открытия Олимпиады.
В 2003—2004 годах готовилась к летних Олимпийским играм в Афинах на базе американского колледжа Эммануэль, но не выступила на них.
По окончании выступлений стала спортивным функционером. Входит в исполком Олимпийского комитета Кабо-Верде, возглавляет ассоциацию спортсменов-олимпийцев страны. В 2015—2017 годах была председателем комитета спортсменов Кабо-Верде. Занимала посты вице-президента федераций лёгкой атлетики и велоспорта Кабо-Верде, была членом Федерации тенниса Кабо-Верде.

## Личный рекорд
- Бег на 100 метров — 12,1 (1997)[4]